# Walachei
Koordinaten: 44° 0′ 0″ N, 25° 0′ 0″ O

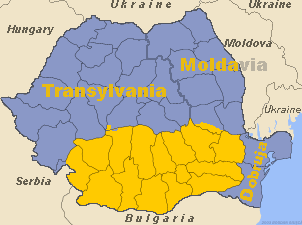
Regionen Rumäniens; die Walachei in gelb

Die Walachei (rumänisch veraltet Valahia; Țara Românească oder Țara Rumânească, deutsch Rumänisches Land) ist eine historische Landschaft im Süden des heutigen Rumänien.
Die Walachei, als historische Landschaft, setzt sich aus der Kleinen Walachei (Oltenia) im Westen und der Großen Walachei (Muntenia) im Osten zusammen.

## Geschichte der Walachei
Zur Wortherkunft siehe Walachen. Zur Geschichte der Walachei siehe Fürstentum Walachei.

## Geographie
Die Walachei wird im Norden von den Südkarpaten und im Süden von der Donau, die gleichzeitig die Grenze zu Bulgarien ist, begrenzt. Der Fluss Olt teilt sie in die Große Walachei (Muntenia) im Osten und die Kleine Walachei (Oltenia) im Westen. Die Walachische Tiefebene geht in die Getische Hochebene über und diese geht wiederum in die Getischen Vorkarpaten über.
Die größte Stadt der Walachei ist die rumänische Hauptstadt Bukarest.

## Sonstige Verwendung des Begriffs Walachei
In Griechenland wurden die rumänischsprachigen Gebiete als Walachei bezeichnet. Siehe dazu Megalovlachia.
Die Mährische Walachei (tschechisch Valašsko) erhielt ihren Namen von im Spätmittelalter eingewanderten Walachen, die sich nicht vollständig assimiliert haben.
Walchwil, eine Gemeinde im Kanton Zug, erhält während der dortigen Fasnacht den Namen Walachei.
In einigen Regionen Deutschlands und Österreichs wird Walachei umgangssprachlich auch als Ausdruck für eine weit entfernte Region oder eine verlassene, unwirtliche Gegend verwendet (vergleichbar mit „jemand in die Provinz schicken“), sprichwörtlich wie real (aus deutscher oder österreichischer Sicht): hinter den Karpaten.